# XPQ-21
XPQ-21 is een Duitse band van alternatieve wave- en elektromuziek, die in 1995 werd gesticht.

## Geschiedenis
De voorloper van XPQ-21 was een band die The Jeyênne heette, en in 1991 opgericht werd. Jeyênne is tevens de naam waaronder de leadzanger bekendstaat: hij is afkomstig uit Italië, en geschoold in de klassieke muziek. Als tienjarige verhuisde hij naar Duitsland, alwaar hij met Electronic Body Music, new beat en rave in contact kwam. Gedurende de jaren 80 maakte hij verschillende demo's op de computer, en in 1991 bracht het label Adam & Eve Records een eerste ep van The Jeyênne uit. Het instrumentale nummer 'XPQ-21' uit dit album bleek reeds een alternatieve hit te worden, toen het voor het eerst live werd uitgevoerd in Düsseldorf.
In 1994 groeide de reputatie van The Jeyênne aanzienlijk: Jeyênne toerde als begeleidingsact op verschillende festivals, en zijn nummer 'Das Nippel' werd bijzonder populair op de techno-scène. In 1995 maakte hij kennis met Nicque, die lid van de band werd. The Jeyênne kwam in het voorprogramma van onder andere Moby en The Prodigy. The Jeyênne tekende een contract met East West, maar de videoclip voor het nieuwe nummer 'Monopoly', met SM-scènes, werd door de muziekzenders van het scherm geweerd. Jeyênne verhuisde naar Oostenrijk, en de stijl van zijn band werd gecompliceerder; er kwamen steeds meer songs met tekst — in tegenstelling tot de louter instrumentale nummers van voorheen — en de melodieën werden gevarieerder, zodat het traditionele techno-publiek begon af te haken. The Jeyênne verbrak het contract met East West, en hief zichzelf op 1 mei 1997 op.
Daarop stichtten Jeyênne en Nicque, terug in Duitsland, de band XPQ-21: een project dat gekenmerkt werd door innoverende elektronische punk, met provocatieve teksten en nummers met een wave-karakter. Om hun muziek te kunnen uitbrengen, stichtten ze hun eigen label, Forbiddentone Recordings. Het debuutalbum van deze nieuwe formatie, Destroy to Create, werd uitstekend onthaald, en hun volgende album, Belle Epôque, leverde drie songs die grote clubhits werden: 'A Gothic Novel', 'Gumpie's Return', en de cover 'Bela Lugosi's Dead' van Bauhaus. In 2000 verliet Nicque de groep, maar hij bleef wel sporadisch met XPQ-21 samenwerken. In 2001 was XPQ-21 de begeleidingsact voor S.P.O.C.K, VNV Nation en Funker Vogt. Het nieuwe lid Kebbasasch vervoegde zich bij de groep.
Gedurende 2002 brak XPQ-21 zowel binnen de elektro- als de rock-wereld door met het album White and Alive. Toen verliet Nicque de groep definitief, maar het daaropvolgende jaar kwam Annelie Bertilsson van Cat Rapes Dog erbij als gitariste. Na een pauze van drie jaar verscheen in 2006 ten slotte het album Alive.
De band meet zichzelf graag een punk-imago aan; stilistisch is de muziek evenwel een mengeling van punk, wave en elektro. De teksten drukken vaak Jeyênnes frustratie over hypocrisie en conservatisme uit.

## Discografie

### AlsThe Jeyênne
- 1991 The Jeyênne (ep)
- 1993 Time Warp (ep)
- 1994 Invasio Asiarum (ep)
- 1996 Japanese Train

### AlsXPQ-21
- 1999 Destroy to Create
- 2000 Belle Epôque
- 2002 Chi
- 2006 Alive